# Myriotrema frondosum
Myriotrema frondosum är en lavart som beskrevs av Hale 1981. Myriotrema frondosum ingår i släktet Myriotrema och familjen Thelotremataceae.   Inga underarter finns listade i Catalogue of Life.